# Cavendishia pilosa
Cavendishia pilosa är en ljungväxtart som beskrevs av J.L. Luteyn. Cavendishia pilosa ingår i släktet Cavendishia och familjen ljungväxter. Inga underarter finns listade i Catalogue of Life.